# Street Hockey '95
Street Hockey '95 è un videogioco di hockey su pista pubblicato per il Super NES nel 1994 solo per il mercato nordamericano.

## Modalità di gioco
Il videogioco si svolge in un ambiente urbano. Invece del ghiaccio, i giocatori giocano sul cemento e al posto dei pattini da ghiaccio usano i pattini a rotelle. I giocatori assemblano le loro squadre da nove giocatori. Ci sono sei diversi tipi di arene urbane e cinque diverse varianti del gioco "tradizionale" di hockey su strada.

## Accoglienza
GamePro ha elogiato la varietà di opzioni e le voci presenti nel gioco, ma ha criticato la musica e i controlli, affermando che "I movimenti a scatti del giocatore e le reazioni lente alla pressione dei tasti possono essere frustranti e potrebbero farti passare troppo tempo in difesa". Tuttavia ha concluso reputando il gioco "una passeggiata decente sul lato selvaggio dell'hockey".